# Séries éliminatoires de la Coupe Stanley 1943
Année précédente Année suivante
Les séries éliminatoires de la Coupe Stanley 1943 font suite à la saison 1942-1943 de la Ligue nationale de hockey. Les Red Wings de Détroit remportent la Coupe Stanley en battant en finale les Bruins de Boston sur le score de 4 matchs à 0.

## Tableau récapitulatif
|  | Demi-finales           | Demi-finales     |   |  | Finale               | Finale |  |
|  |                        |                  |   |  |                      |        |  |
|  | Red Wings de Détroit   | 4                |   |  |                      |        |  |
|  | Maple Leafs de Toronto | 2                |   |  |                      |        |  |
|  |                        |                  |   |  | Red Wings de Détroit | 4      |  |
|  |                        | Bruins de Boston | 0 |  |                      |        |  |
|  | Bruins de Boston       | 4                |   |  |                      |        |  |
|  | Canadiens de Montréal  | 1                |   |  |                      |        |  |

## Détails des matchs

### Demi-finales

#### Détroit contre Toronto
| 21 mars | Red Wings de Détroit | 4-2 (1-1, 0-0, 3-1) | Maple Leafs de Toronto | Olympia Stadium |

| Feuille de match | Feuille de match | Feuille de match        | Feuille de match                                                            | Feuille de match |
| ---------------- | --- | ----------------------- | --------------------------------------------------------------------------- | ---------------- |
|                  | - Liscombe (Bruneteau, Carveth) — 17 min 24 s Grosso — 46 min 6 s Wares (Grosso) — 46 min 43 s Douglas (Carveth) — 51 min - | 0-1 1-1 2-1 3-1 4-1 4-2 | Hill (Hamilton, Davidson) — 13 min 18 s - Hamilton (Davidson) — 53 min 55 s |                  |
| Mowers           | Gardiens | Broda                   |                                                                             |                  |
|                  | |                         |                                                                             |                  |
|                  | |                         |                                                                             |                  |

| 23 mars | Red Wings de Détroit | 2-3 (4 pr) (1-0, 0-2, 1-0, 0-0, 0-0, 0-0, 0-1) | Maple Leafs de Toronto | Olympia Stadium |

| Feuille de match | Feuille de match                                          | Feuille de match    | Feuille de match                                                                                         | Feuille de match                                       |
| ---------------- | --------------------------------------------------------- | ------------------- | --- | ------------------------------------------------------ |
|                  | Carveth — 12 min 36 s - Carveth (Douglas) — 52 min 47 s - | 1-0 1-1 1-2 2-2 2-3 | - Hamilton — 20 min 52 s Carr (Forsey, Taylor) — 36 min 27 s - McLean (Poile, G. Stewart) — 130 min 18 s | Arbitrage : King Clancy Aurèle Joliat et Archie Wilcox |
| Mowers           | Gardiens                                                  | Broda               | | Arbitrage : King Clancy Aurèle Joliat et Archie Wilcox |
|                  |                                                           |                     | | Arbitrage : King Clancy Aurèle Joliat et Archie Wilcox |
| 79               | Tirs                                                      | 39                  | | Arbitrage : King Clancy Aurèle Joliat et Archie Wilcox |

| 25 mars | Maple Leafs de Toronto | 2-4 (0-3, 0-0, 2-1) | Red Wings de Détroit | Maple Leaf Gardens |

| Feuille de match | Feuille de match                                                | Feuille de match        | Feuille de match | Feuille de match                                      |
| ---------------- | --------------------------------------------------------------- | ----------------------- | --- | ----------------------------------------------------- |
|                  | - Poile (G. Stewart, McLean) — 54 min 41 s Taylor — 56 min 12 s | 0-1 0-2 0-3 0-4 1-4 2-4 | Simon (Howe, Bruneteau) — 1 min 4 s Liscombe — 9 min 21 s Abel (Liscombe) — 17 min 30 s Wares (Liscombe) — 49 min 56 s - - | Arbitrage : Bill Chadwick Aurèle Joliat et Red Horner |
| Broda            | Gardiens                                                        | Mowers                  | | Arbitrage : Bill Chadwick Aurèle Joliat et Red Horner |
|                  |                                                                 |                         | | Arbitrage : Bill Chadwick Aurèle Joliat et Red Horner |
|                  |                                                                 |                         | | Arbitrage : Bill Chadwick Aurèle Joliat et Red Horner |

| 27 mars | Maple Leafs de Toronto | 6-3 (2-2, 3-1, 1-0) | Red Wings de Détroit | Maple Leaf Gardens 15 344 spectateurs |

| Feuille de match | Feuille de match | Feuille de match                    | Feuille de match | Feuille de match                                        |
| ---------------- | --- | ----------------------------------- | --- | ------------------------------------------------------- |
|                  | - Poile (G. Stewart, Pratt) — 12 min 2 s - McDonald (Taylor, Schriner) — 17 min 37 s Taylor (Schriner, Carr) — 22 min 27 s - Davidson — 37 min 12 s Schriner (Carr, Poile) — 39 min 48 s Hill (Poile) — 57 min 50 s | 0-1 1-1 1-2 2-2 3-2 3-3 4-3 5-3 6-3 | Liscombe (Howe, Bruneteau) — 2 min 15 s - Liscombe (Abel, Bruneteau) — 13 min 50 s - Abel (Liscombe) — 27 min 58 s - - | Arbitrage : Norm Lamport Archie Wilcox et Aurèle Joliat |
| Broda            | Gardiens | Mowers                              | | Arbitrage : Norm Lamport Archie Wilcox et Aurèle Joliat |
|                  | |                                     | | Arbitrage : Norm Lamport Archie Wilcox et Aurèle Joliat |
|                  | |                                     | | Arbitrage : Norm Lamport Archie Wilcox et Aurèle Joliat |

| 28 mars | Red Wings de Détroit | 4-2 (1-0, 0-2, 3-0) | Maple Leafs de Toronto | Olympia Stadium 14 000 spectateurs |

| Feuille de match | Feuille de match | Feuille de match        | Feuille de match                             | Feuille de match                                       |
| ---------------- | --- | ----------------------- | -------------------------------------------- | ------------------------------------------------------ |
|                  | Wares (Brown) — 14 min 54 s - Abel — 42 min 18 s Bruneteau (J. Stewart) — 48 min 13 s Abel (Liscombe, Orlando) — 59 min 59 s | 1-0 1-1 1-2 2-2 3-2 4-2 | - Hill — 35 min 12 s Pratt — 36 min 11 s - - | Arbitrage : Bill Chadwick Steve Meuris et Don McFadyen |
| Mowers           | Gardiens | Broda                   |                                              | Arbitrage : Bill Chadwick Steve Meuris et Don McFadyen |
|                  | |                         |                                              | Arbitrage : Bill Chadwick Steve Meuris et Don McFadyen |
|                  | |                         |                                              | Arbitrage : Bill Chadwick Steve Meuris et Don McFadyen |

| 30 mars | Maple Leafs de Toronto | 2-3 (pr) (0-0, 0-0, 2-1, 0-1) | Red Wings de Détroit | Maple Leaf Gardens |

| Feuille de match | Feuille de match                                                       | Feuille de match    | Feuille de match                                                                        | Feuille de match                                      |
| ---------------- | ---------------------------------------------------------------------- | ------------------- | --------------------------------------------------------------------------------------- | ----------------------------------------------------- |
|                  | - McLean (Poile) — 51 min 55 s Schriner (Taylor, Carr) — 59 min 47 s - | 0-1 0-2 1-2 2-2 2-3 | Bruneteau (Liscombe) — 31 min 46 s Carveth — 47 min 19 s - Brown (Grosso) — 69 min 21 s | Arbitrage : Bill Chadwick Steve Meuris et Bert Hedges |
| Broda            | Gardiens                                                               | Mowers              |                                                                                         | Arbitrage : Bill Chadwick Steve Meuris et Bert Hedges |
|                  |                                                                        |                     |                                                                                         | Arbitrage : Bill Chadwick Steve Meuris et Bert Hedges |
| 30               | Tirs                                                                   | 26                  |                                                                                         | Arbitrage : Bill Chadwick Steve Meuris et Bert Hedges |

#### Boston contre Montréal
| 21 mars | Bruins de Boston | 5-4 (pr) (0-1, 2-2, 2-1, 1-0) | Canadiens de Montréal | Boston Garden |

| Feuille de match | Feuille de match | Feuille de match                    | Feuille de match | Feuille de match                                    |
| ---------------- | --- | ----------------------------------- | --- | --------------------------------------------------- |
|                  | - Gallinger — 23 min 51 s A. Jackson (Hollett) — 28 min 6 s - Aubuchon (B. Jackson) — 48 min 37 s Cowley (Cain, Hollett) — 55 min 53 s Gallinger (Guidolin) — 72 min 30 s | 0-1 0-2 0-3 1-3 2-3 2-4 3-4 4-4 5-4 | Blake (Lach) — 18 min 19 s O'Connor — 20 min 42 s Blake (Benoit, Lach) — 21 min 52 s - Hiller (Portland) — 47 min 40 s - - | Arbitrage : Bill Chadwick Doug Young et Stan McCabe |
| Brimsek          | Gardiens | Bibeault                            | | Arbitrage : Bill Chadwick Doug Young et Stan McCabe |
|                  | |                                     | | Arbitrage : Bill Chadwick Doug Young et Stan McCabe |
|                  | |                                     | | Arbitrage : Bill Chadwick Doug Young et Stan McCabe |

| 23 mars | Bruins de Boston | 5-3 (0-0, 3-0, 2-3) | Canadiens de Montréal | Boston Garden |

| Feuille de match | Feuille de match | Feuille de match                | Feuille de match                                                                                              | Feuille de match                                    |
| ---------------- | --- | ------------------------------- | --- | --------------------------------------------------- |
|                  | Gallinger (Guidolin, Hollett) — 26 min 7 s Ab DeMarco (Hollett, Clapper) — 36 min 39 s A. Jackson (Crawford, Cowley) — 38 min 2 s Cain (A. Jackson, Cowley) — 46 min 46 s - A. Jackson — 58 min 56 s | 1-0 2-0 3-0 4-0 4-1 4-2 4-3 5-3 | - Drillon (Lach, Blake) — 54 min 28 s Blake (O'Connor) — 55 min 2 s Drillon (Blake, O'Connor) — 55 min 45 s - | Arbitrage : Bill Chadwick Doug Young et Stan McCabe |
| Brimsek          | Gardiens | Bibeault                        | | Arbitrage : Bill Chadwick Doug Young et Stan McCabe |
|                  | |                                 | | Arbitrage : Bill Chadwick Doug Young et Stan McCabe |
|                  | |                                 | | Arbitrage : Bill Chadwick Doug Young et Stan McCabe |

| 25 mars | Canadiens de Montréal | 2-3 (pr) (1-0, 1-1, 0-1, 0-1) | Bruins de Boston | Forum de Montréal |

| Feuille de match | Feuille de match                                                        | Feuille de match    | Feuille de match                                                                                       | Feuille de match                                      |
| ---------------- | ----------------------------------------------------------------------- | ------------------- | --- | ----------------------------------------------------- |
|                  | Lach (Blake, Benoit) — 13 min 44 s Drillon (O'Connor) — 25 min 14 s - - | 1-0 2-0 2-1 2-2 2-3 | - Cain (Hollett, Cowley) — 28 min 45 s Clapper (Cowley, Hollett) — 59 min 8 s B. Jackson — 63 min 20 s | Arbitrage : Norman Lamport Sam Babcock et Stan McCabe |
| Bibeault         | Gardiens                                                                | Brimsek             | | Arbitrage : Norman Lamport Sam Babcock et Stan McCabe |
|                  |                                                                         |                     | | Arbitrage : Norman Lamport Sam Babcock et Stan McCabe |
|                  |                                                                         |                     | | Arbitrage : Norman Lamport Sam Babcock et Stan McCabe |

| 27 mars | Canadiens de Montréal | 4-0 (1-0, 1-0, 2-0) | Bruins de Boston | Forum de Montréal |

| Feuille de match | Feuille de match | Feuille de match | Feuille de match | Feuille de match                                   |
| ---------------- | --- | ---------------- | ---------------- | -------------------------------------------------- |
|                  | Portland (O'Connor, Drillon) — 4 min 14 s Blake (Lach, Bouchard) — 37 min 26 s O'Connor (Drillon, Harmon) — 48 min 47 s Benoit — 56 min 6 s | 1-0 2-0 3-0 4-0  | - -              | Arbitrage : King Clancy Sam Babcock et Stan McCabe |
| Bibeault         | Gardiens | Brimsek          |                  | Arbitrage : King Clancy Sam Babcock et Stan McCabe |
|                  | |                  |                  | Arbitrage : King Clancy Sam Babcock et Stan McCabe |
|                  | |                  |                  | Arbitrage : King Clancy Sam Babcock et Stan McCabe |

| 30 mars | Bruins de Boston | 5-4 (pr) (1-2, 2-2, 1-0, 1-0) | Canadiens de Montréal | Boston Garden 14 394 spectateurs |

| Feuille de match | Feuille de match | Feuille de match                    | Feuille de match | Feuille de match                                   |
| ---------------- | --- | ----------------------------------- | --- | -------------------------------------------------- |
|                  | - Clapper (Hollett) — 12 min 20 s - Chamberlain (Hollett, Boyd) — 32 min 41 s - Cain (B. Jackson, A. Jackson) — 34 min 54 s Cain (Cowley) — 49 min 49 s DeMarco (Guidolin, Clapper) — 63 min 41 s | 0-1 0-2 1-2 1-3 2-3 2-4 3-4 4-4 5-4 | Lach (Benoit, Portland) — 10 min 31 s O'Connor (Getliffe) — 11 min 15 s - O'Connor — 28 min 51 s - Drillon (O'Connor) — 33 min 17 s - - | Arbitrage : King Clancy Sam Babcock et Stan McCabe |
| Brimsek          | Gardiens | Bibeault                            | | Arbitrage : King Clancy Sam Babcock et Stan McCabe |
|                  | |                                     | | Arbitrage : King Clancy Sam Babcock et Stan McCabe |
|                  | |                                     | | Arbitrage : King Clancy Sam Babcock et Stan McCabe |

### Finale
| 1er avril | Red Wings de Détroit | 6-2 (1-1, 3-0, 2-1) | Bruins de Boston | Olympia Stadium 12 562 spectateurs |

| Feuille de match | Feuille de match | Feuille de match                | Feuille de match                                                                | Feuille de match                                     |
| ---------------- | --- | ------------------------------- | ------------------------------------------------------------------------------- | ---------------------------------------------------- |
|                  | J. Stewart (Abel, Liscombe) — 1 min 15 s - Bruneteau (Abel) — 21 min 21 s Abel — 35 min 43 s Carveth (Douglas) — 39 min 6 s Bruneteau (Abel, Liscombe) — 41 min 21 s Bruneteau (J. Stewart, Abel) — 56 min 24 s - | 1-0 1-1 2-1 3-1 4-1 5-1 6-1 6-2 | - A. Jackson (Cain) — 18 min 13 s - DeMarco (Guidolin, Gallinger) — 57 min 53 s | Arbitrage : Bill Chadwick Sam Babcock et Bert Hedges |
| Mowers           | Gardiens | Brimse                          |                                                                                 | Arbitrage : Bill Chadwick Sam Babcock et Bert Hedges |
|                  | |                                 |                                                                                 | Arbitrage : Bill Chadwick Sam Babcock et Bert Hedges |
| 37               | Tirs | 25                              |                                                                                 | Arbitrage : Bill Chadwick Sam Babcock et Bert Hedges |

| 4 avril | Red Wings de Détroit | 4-3 (0-0, 1-2, 3-1) | Bruins de Boston | Olympia Stadium 13 817 spectateurs |

| Feuille de match | Feuille de match | Feuille de match            | Feuille de match | Feuille de match                                   |
| ---------------- | --- | --------------------------- | --- | -------------------------------------------------- |
|                  | - Douglas (Orlando) — 37 min 6 s Carveth (Orlando) — 45 min 55 s Liscombe (Abel) — 46 min 21 s Howe (Wares) — 53 min 16 s - | 0-1 0-2 1-2 2-2 3-2 4-2 4-3 | Crawford (Chamberlain) — 30 min 16 s A. Jackson (Cowley, Cain) — 31 min 4 s - A. Jackson (Cowley, Hollett) — 56 min 38 s | Arbitrage : King Clancy Bert Hedges et Sam Babcock |
| Mowers           | Gardiens | Brimse                      | | Arbitrage : King Clancy Bert Hedges et Sam Babcock |
|                  | |                             | | Arbitrage : King Clancy Bert Hedges et Sam Babcock |
| 31               | Tirs | 19                          | | Arbitrage : King Clancy Bert Hedges et Sam Babcock |

| 7 avril | Bruins de Boston | 0-4 (0-2, 0-0, 0-2) | Red Wings de Détroit | Boston Garden 14 880 spectateurs |

| Feuille de match | Feuille de match | Feuille de match | Feuille de match                                                                                                   | Feuille de match                                      |
| ---------------- | ---------------- | ---------------- | --- | ----------------------------------------------------- |
|                  |                  | 0-1 0-2 0-3 0-4  | Grosso (Wares) — 3 min 46 s Grosso (Liscombe) — 10 min 16 s (SN) Douglas — 48 min 3 s Grosso (Wares) — 58 min 41 s | Arbitrage : Norman Lamport Sam Babcock et Bert Hedges |
| Brimsek          | Gardiens         | Mowers           | | Arbitrage : Norman Lamport Sam Babcock et Bert Hedges |
|                  |                  |                  | | Arbitrage : Norman Lamport Sam Babcock et Bert Hedges |
|                  |                  |                  | | Arbitrage : Norman Lamport Sam Babcock et Bert Hedges |

| 8 avril | Bruins de Boston | 0-2 (0-1, 0-1, 0-0) | Red Wings de Détroit | Boston Garden 12 954 spectateurs |

| Feuille de match, | Feuille de match, | Feuille de match, | Feuille de match,                           | Feuille de match,                                    |
| ----------------- | ----------------- | ----------------- | ------------------------------------------- | ---------------------------------------------------- |
|                   |                   | 0-1 0-2           | Carveth — 12 min 9 s Liscombe — 22 min 15 s | Arbitrage : Bill Chadwick Sam Babcock et Bert Hedges |
| Brimsek           | Gardiens          | Mowers            |                                             | Arbitrage : Bill Chadwick Sam Babcock et Bert Hedges |
|                   |                   |                   |                                             | Arbitrage : Bill Chadwick Sam Babcock et Bert Hedges |
| 18                | Tirs              | 30                |                                             | Arbitrage : Bill Chadwick Sam Babcock et Bert Hedges |